# Kreuzerhöhungskirche (Königsbrück)

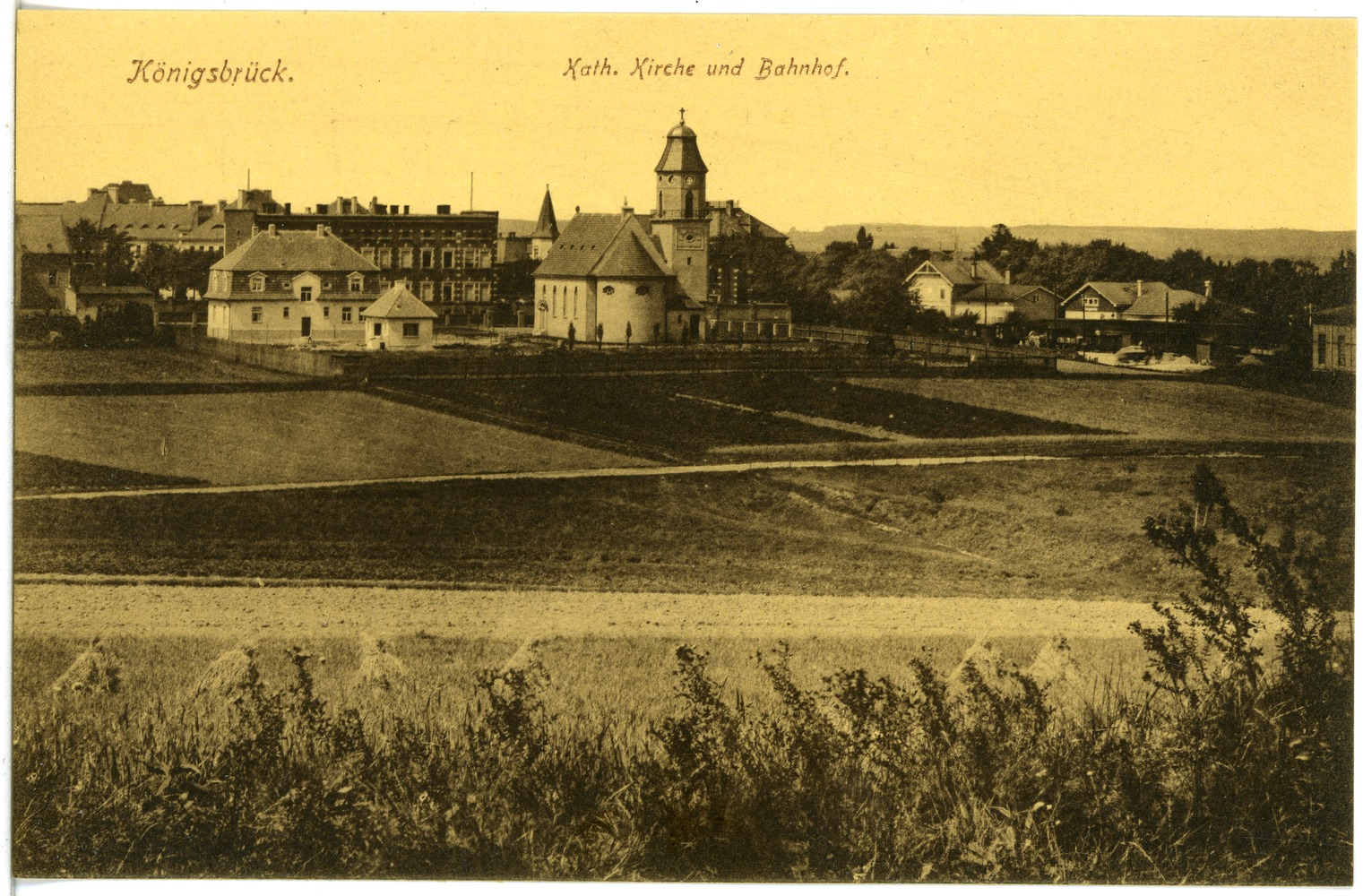
Blick vom Auberg auf Kreuzerhöhungskirche, Pfarrhaus, Prinz-Georg-Kaserne und Bahnhof, 1915

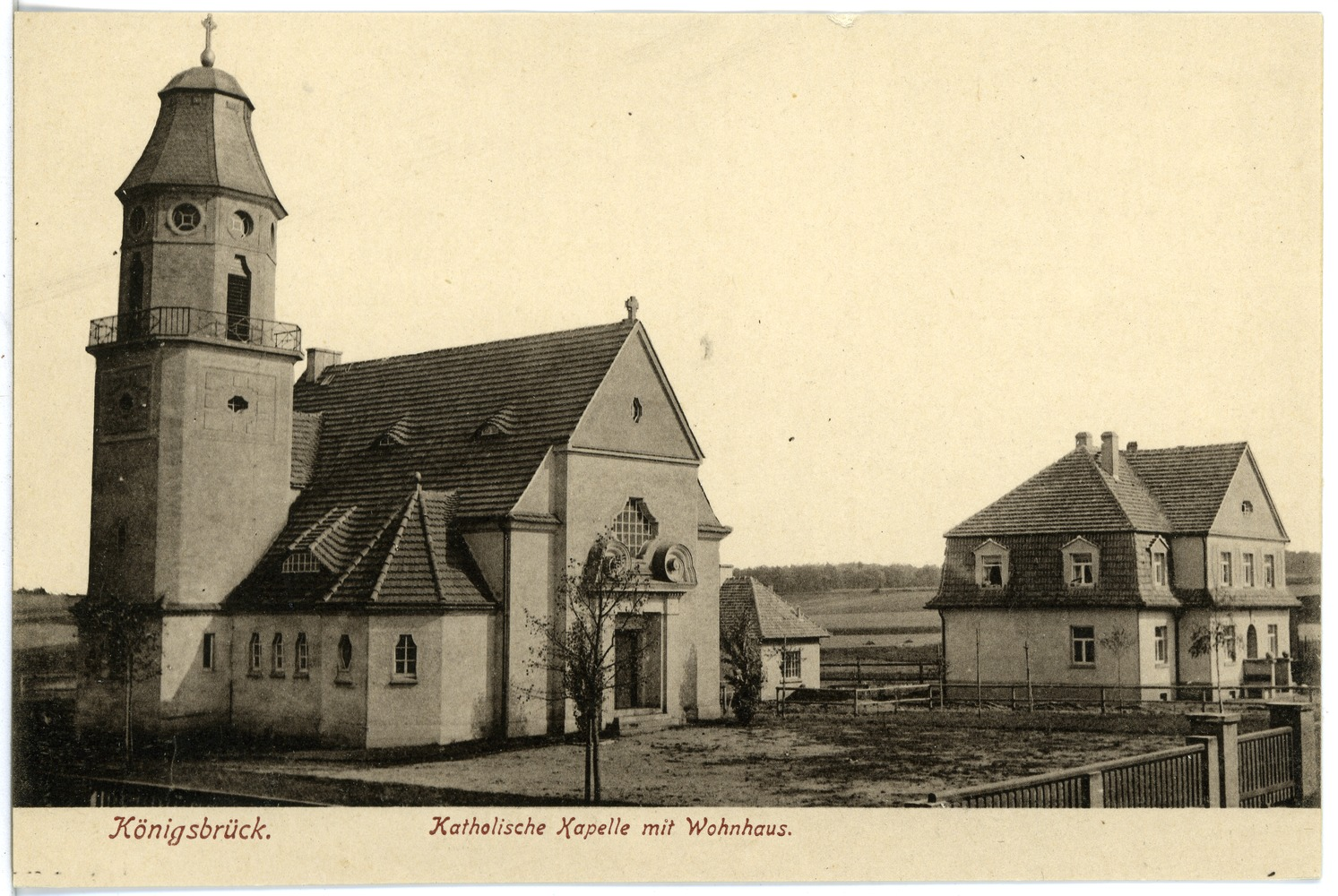
Kreuzerhöhungskirche und Pfarrhaus, 1915

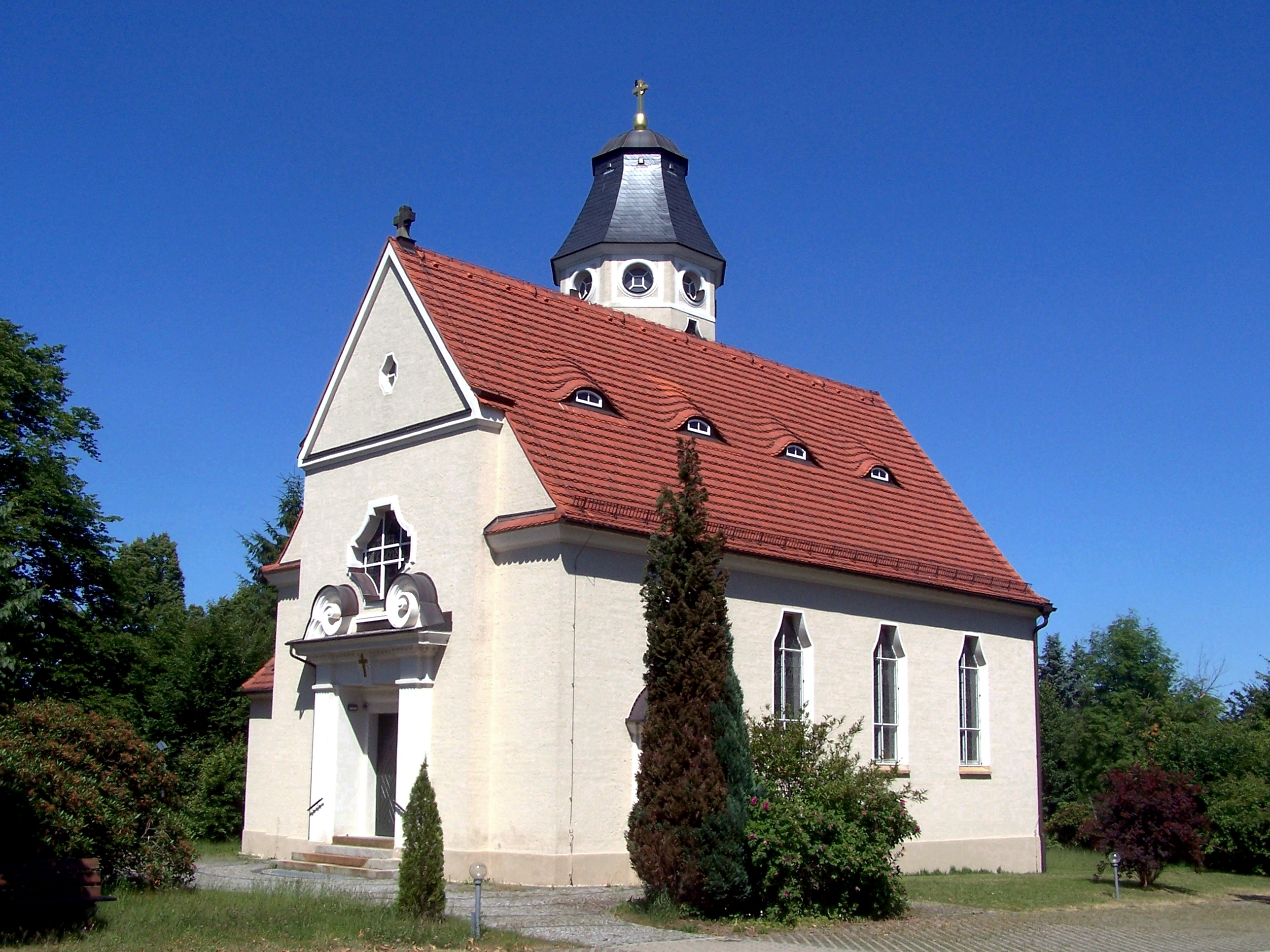
Kreuzerhöhungskirche, 2010

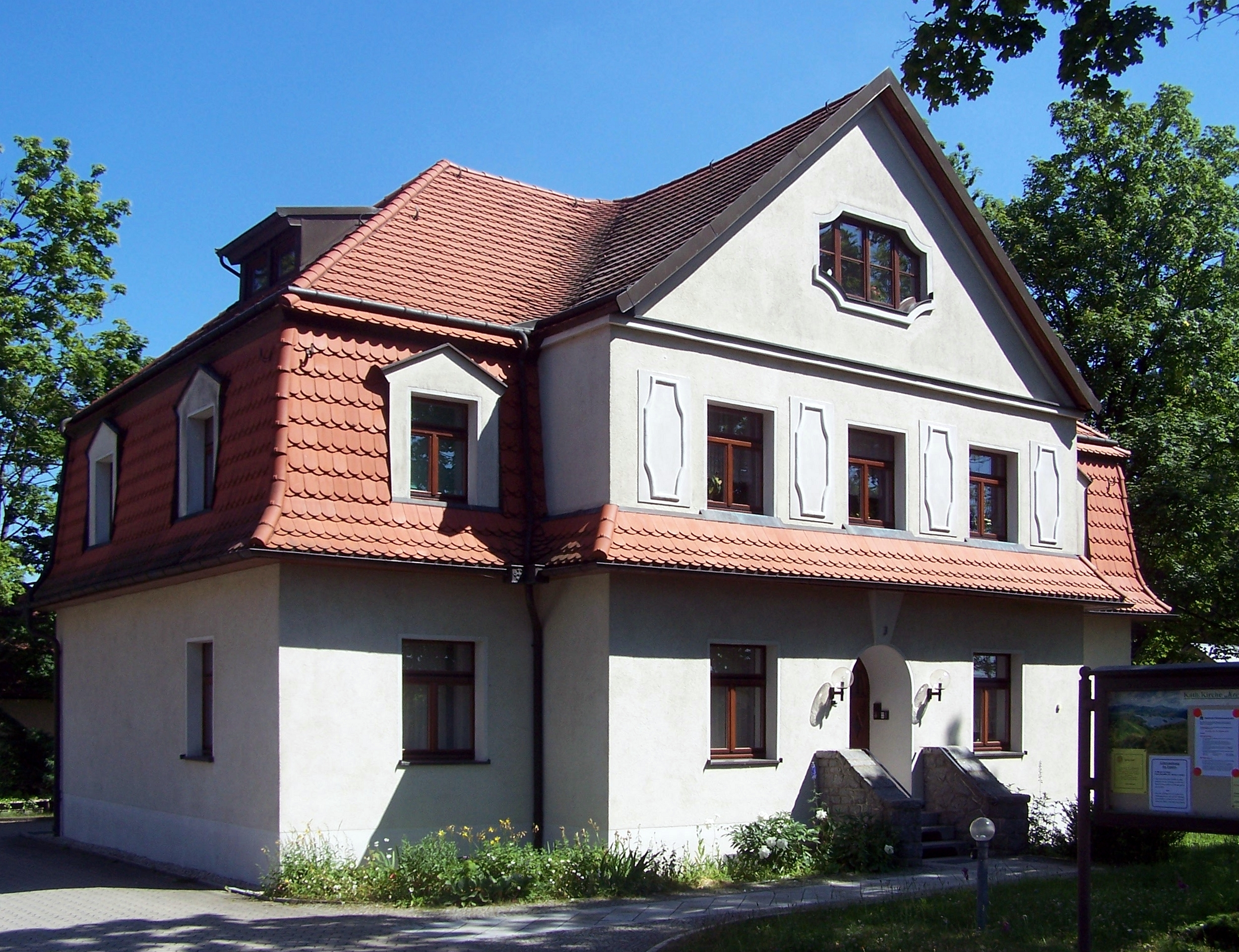
Pfarrhaus, 2010

Die Kreuzerhöhungskirche ist die römisch-katholische Kirche der sächsischen Landstadt Königsbrück. Der schlichte Bau mit Schmuckelementen des Jugendstils wurde 1914 als Garnisonkirche geweiht und 1935 zur Pfarrkirche erhoben. Seit 2002 ist sie eine Filialkirche der Kamenzer Pfarrei St. Maria Magdalena in Spittel.

## Lage
Die Kirche befindet sich südöstlich des Königsbrücker Bahnhofs im ehemals meißnischen Teil der Stadt an der Höckendorfer Straße unterhalb des Aubergs (203 m). 
Südwestlich erstreckt sich auf dem Areal der ehemaligen Prinz-Georg-Kaserne der Helionpark „Prinz Georg“, südöstlich die Siedlung Am Wasserturm. Südlich steht der denkmalgeschützte Wasserturm der Kaserne.

## Geschichte
Die Bevölkerung in Königsbrück und Umgebung war seit der Reformation evangelisch. 1834 lebten in der Stadt lediglich zwei Katholiken. Dies änderte sich, als die Sächsische Armee in den 1890er Jahren mit dem Barackenlager und der Prinz-Georg-Kaserne bei der Stadt zwei Kasernen errichtete.
Die Katholiken, zumeist Soldaten sowie einige Gastarbeiter und von auswärts zugezogene Handwerker, wurden durch den Spitteler Pfarrer Jakob Sauer betreut. Die Heilige Messe wurde einmal monatlich im Gasthaus Schwarzer Adler abgehalten. 
Durch die 1908 begonnene Errichtung eines zweiten Truppenübungsplatzes für die Sächsische Armee nördlich der Garnisonstadt entstand zunehmender Bedarf nach einem Gotteshaus für die zahlreichen Militärangehörigen katholischer Konfession. An der Höckendorfer Straße, nordöstlich der Prinz-Georg-Kaserne, wurde deshalb 1913 mit dem Bau einer Garnisonkirche begonnen. Die Entwürfe dazu stammten vom Dresdner Architekten Alexander Tandler. Die Vollendung des Kirchenbaus wurde durch den Ausbruch des Ersten Weltkriegs überschattet. Da die meisten Soldaten nach der deutschen Kriegserklärung vom 1. August 1914 an die Front abkommandiert waren, wurde die Garnisonkirche am Sonntag, den 6. September 1914 ohne jegliche Feierlichkeiten geweiht. Die Fertigstellung des Pfarrhauses neben der Kirche erfolgte 1915.
Im Jahre 1925 lebten in Königsbrück 120 Katholiken (ohne Militärangehörige). 1926 erhielt die Garnisonkirche mit dem Militärgeistlichen Robert Apel einen eigenen Pfarrer. Am 10. Mai 1935 wurde in Königsbrück eine selbstständige katholische Pfarrei mit dem Pfarrer Hermann Essel eingerichtet. Ab 1946 wurde der Pfarrer von drei Grauen Schwestern unterstützt. Am Heiligabend desselben Jahres wurde der katholische Kirchenchor gegründet. 1947 ließ die Rote Armee, die seit 1945 die Prinz-Georg-Kaserne in Beschlag genommen hatte, das Pfarrhaus zwangsräumen. 1947 wurde in Ottendorf-Okrilla eine Lokalkaplanei eingerichtet, die 1959 zu einer eigenständigen Pfarrei erhoben wurde. 
Im November 1959 wurden die drei Kirchenglocken geweiht. Nach dem Tod des Pfarrers Essel kam im Juli 1962 Johannes Menne als neuer katholischer Pfarrer nach Königsbrück. Nach dessen Weggang wurde kein eigener Pfarrer mehr eingesetzt, die Königsbrücker Pfarrei wurde zwischen 1966 und 1993 von den Pfarrern der Kirche St. Joseph der Werkmann in Ottendorf-Okrilla mit Hilfe der Grauen Schwestern verwaltet.
1969 erfolgte die Weihe der Jehmlich-Orgel, im Jahr darauf wurde das Kirchendach instand gesetzt. Durch Weihbischof Georg Weinhold wurde am 14. September 1975 die Altarweihe vorgenommen. Seit dem 1. November 1993 leitete der Kamenzer Pfarrer auch die Königsbrücker Pfarrei Kreuzerhöhung.
Nach dem Abzug der GSSD aus Königsbrück im Herbst 1992 erhielt die Kirche ihr Pfarrhaus zurück, nach einer Generalsanierung wurde es am 6. Februar 1994 wieder seiner ursprünglichen Bestimmung übergeben. Der Kirchenchor feierte 1996 sein 50-jähriges Bestehen. Seit 1997 unterstützen zwei Franziskanerinnen von Sießen den Pfarrer bei der Betreuung der etwa 500 Katholiken im Einzugsbereich der Königsbrücker Pfarrei. Zwischen 1999 und 2001 erfolgte eine Innen- und Außensanierung der Kirche, die Turmhaube erhielt im Oktober 1999 eine neue Kupferblecheindeckung.
2002 erfolgte die Vereinigung der katholischen Kirchgemeinden Kamenz und Königsbrück. Die Kreuzerhöhungskirche ist seitdem eine Filialkirche der Kamenzer Pfarrgemeinde St. Maria Magdalena in Spittel.
Der Altarraum wurde 2004 neugestaltet. Der 100. Weihetag wurde vom 10. bis 14. September 2014 mit einem Festprogramm begangen, dessen Höhepunkt ein sonntäglicher Festgottesdienst mit Altbischof Joachim Reinelt bildete. Zu diesem Anlass erfolgte die Herausgabe eines Buches zur Geschichte der Kirche.

## Architektur
Die Kirche ist ein kleiner verputzter Saalbau auf rechteckigem Grundriss mit Satteldach. An der Westseite befindet sich das Hauptportal aus Sandstein mit kannelierten Lisenen und schwerem Gebälk, an der Südseite ein weiteres Sandsteinportal mit Segmentbogengiebel. Der Turm auf oktogonalem Grundriss steht an der Nordseite, gedeckt ist er mit einer gedrungenen Kupferblechhaube. An den beiden Längsseiten befinden sich Fenster mit Vorhangbogen.
Blickfang des 2004 neugestalteten Altarraums ist ein großes stehendes Holzkreuz. Die Kirche steht unter Denkmalschutz.
Südlich der Kirche steht das Pfarrhaus.